# St. Simon und Judas (Heutingsheim)
St. Simon und Judas ist eine evangelische Pfarrkirche in Heutingsheim, einem Stadtteil von Freiberg am Neckar in Baden-Württemberg. Die Kirche bestand vermutlich schon im 10. Jahrhundert und wurde durch den Baumeister Peter von Koblenz bis 1487 im Stil der Gotik erneuert. Die Kirche wurde im Lauf der Zeit vielfach umgestaltet, zuletzt nach einem Brand von 1970. Die Kirche ist Pfarrkirche der Kirchengemeinde Heutingsheim im Kirchenbezirk Ludwigsburg in der Evangelischen Landeskirche in Württemberg.

## Geschichte

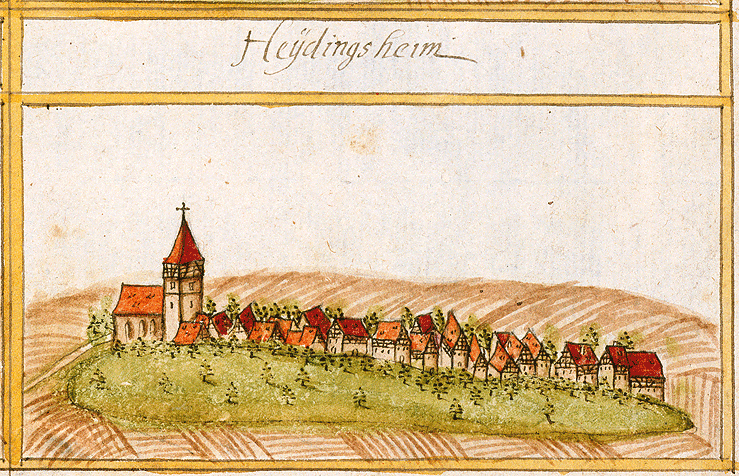
Heutingsheim mit der Kirche Simon und Judas in einer Ansicht von Andreas Kieser von 1682

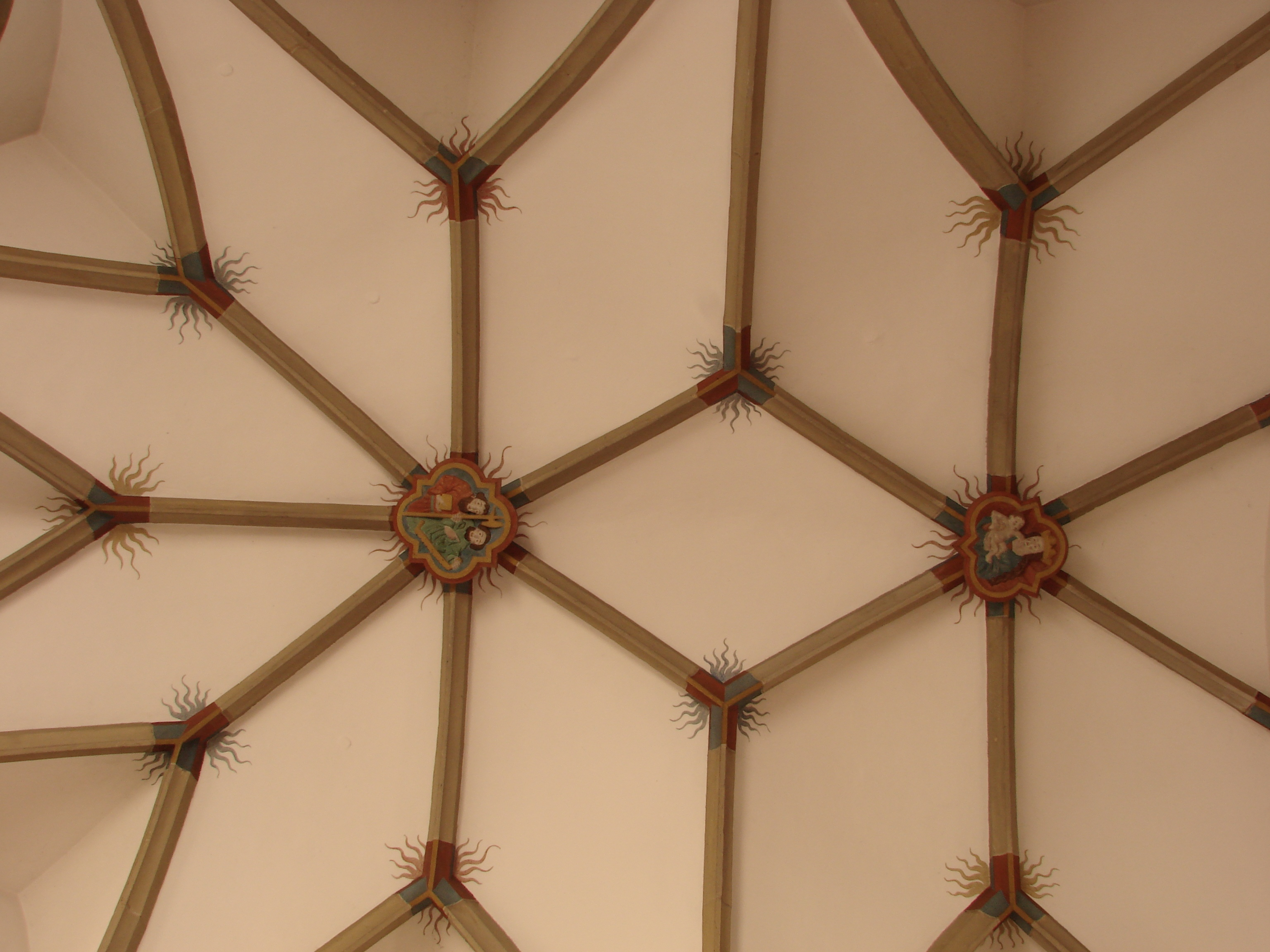
Chorgewölbe

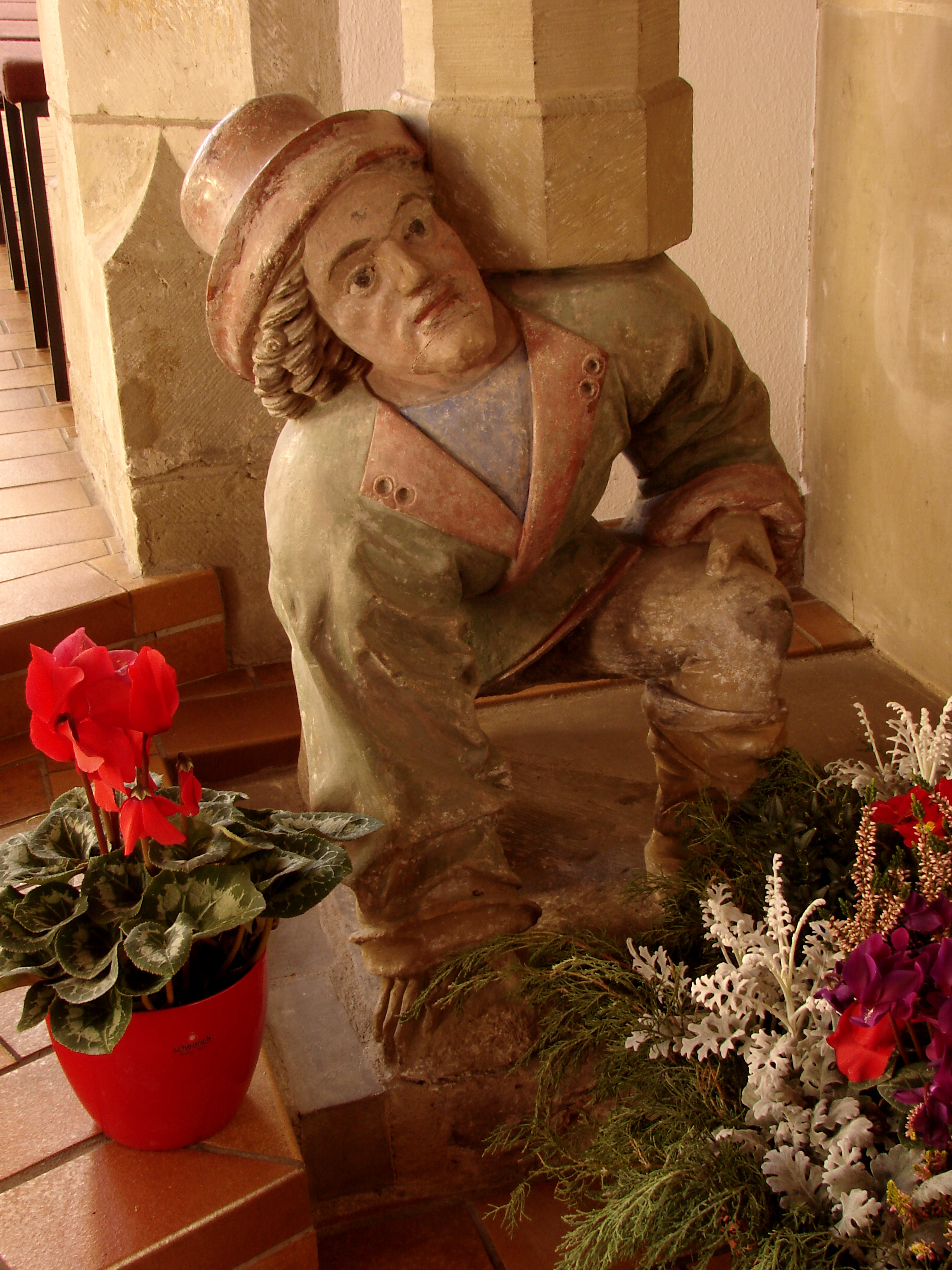
Kanzelträger von Anton Pilgram

Aufgrund der urkundlichen Nennung von bischöflichen Rechten und einer Plebanie in Heutingsheim im 10. Jahrhundert kann davon ausgegangen werden, dass es im Ort bereits zu jener Zeit eine Kirche gab, die sich vermutlich auch an der Stelle der heutigen Kirche befand. Das älteste Relikt war ein romanischer Taufstein, der zuletzt vor dem Südportal der Kirche stand, bevor er in der jüngeren Vergangenheit durch Vandalismus zerstört wurde.
Außer der Pfarrkirche am Ostende des Ortes gab es in Heutingsheim auch noch eine Kapelle auf dem 1835 abgetragenen Burghügel. Diese 1806 abgerissene Kapelle ging wie die Burg Heutingsheim sicher auch mindestens auf das hohe Mittelalter zurück, ist aber wohl nicht den urkundlich erwähnten Rechten und Einrichtungen zuzuordnen, für die daher nur die Pfarrkirche in Frage kommen kann.
Ab etwa 1485 wurde die Pfarrkirche im Stil der späten Gotik erneuert, wovon die Jahreszahl 1487 als Jahr der Fertigstellung über dem Südportal und im Chor kündet. Der Bau erfolgte unter Hans von Stammheim, der zu jener Zeit die Patronats- und Gebietsherrschaft über Heutingsheim hatte. Als Baumeister kommt Peter von Koblenz in Frage, dessen Meisterzeichen sich im Netzgewölbe der Sakristei der Kirche befindet. Dieser Baumeister aus der Uracher Bauhütte hat auch den 1474 begonnenen Chor der Nikolauskirche in Geisingen ausgeführt, der ebenfalls durch die Herren von Stammheim beauftragt worden war. An der Ausgestaltung der gotischen Kirche hat auch Anton Pilgram mitgewirkt, von dem sich ein Kanzelträger mit dem für Pilgram typischen Hufeisen in der Kirche erhalten hat. Der Heutingsheimer Kanzelträger trägt sein Hufeisen am Rücken in seinen Gürtel gesteckt und stützt sich mit der rechten Hand auf einen Laib Brot auf. Vergleichbare Kanzelträger stammen aus der Öhringer Stiftskirche (1937 an ein Museum in Berlin verkauft) und aus Rottweil (so genanntes „Weckenmännle“).
Pilgram hat vermutlich nicht nur den Kanzelträger, sondern die ganze Kanzel und eventuell weiteren Bauschmuck geschaffen, jedoch ist die heutige Kanzel jüngeren Datums, so dass nur noch der charakteristische Träger Pilgram zugeschrieben werden kann. Der ursprüngliche Kanzelfuß hat die Zeit vermauert überdauert und könnte das wiederverwendete Fragment eines alten gotischen Altars sein. Bei der Kanzel ist außerdem eine alte Fratze vermauert. Der Heimatforscher Oscar Paret, Bruder des Heutingsheimer Pfarrers, erwähnt als altes Ausstattungsstück noch einen Schrank mit spätgotischer Rankenschnitzerei und zinnenbekröntem Aufsatz, der in der Sakristei gestanden habe.
Die Kirche erhielt eine große, 1492 gegossene Glocke, die sich aufgrund ihrer Größe und im Gegensatz zu weiteren kleineren Glocken bis heute in der Kirche erhalten hat, während die jeweiligen Nebenglocken wohl mehrfach den Zeitumständen zum Opfer fielen. Die große Glocke – 88 cm hoch und mit einem Radius von 51 cm – trägt die Inschrift: „Osanna + hais + ich + pantlion + sidler + von + esling + gos + mich + im + m cccclxxxxii + iar + vnd + im + namen + ihs + vnd + maria“. Darunter ist auf beiden Seiten der Glocke ein Kruzifix und ein Wappenschild mit Specht, dem Zeichen der Herren von Stammheim, zu sehen. Die Heutingsheimer Glocke ist die älteste im Bezirk.
Unter den württembergischen Lehensherrn wurde Heutingsheim in der Mitte des 16. Jahrhunderts reformiert. Eine lückenlose Liste der örtlichen Pfarrer gibt es erst ab 1576, so dass sich nicht sagen lässt, wer der erste reformierte Pfarrer des Ortes war. Das Patronatsrecht blieb bis 1588 bei den Herren von Stammheim, kam dann an die Schertel von Burtenbach und 1695 an die Herren von Kniestedt, bevor alle Hoheitsrechte 1806 an Württemberg fielen. Auf der Südseite der Kirche standen zu Parets Zeit in den 1930er Jahren noch mehrere Grabsteine der Familie von Kniestedt aus der Zeit zwischen 1697 und 1853; das ehemalige Kniestedtsche Familiengrab wurde 1921 genutzt, um ein Gefallenendenkmal für die Opfer des Ersten Weltkrieges aufzustellen.
Bis ins 19. Jahrhundert gibt es nur wenige Quellen zur Geschichte der Kirche, sie wurde jedoch offenbar häufig umgebaut, darunter sicher auch im Zusammenhang mit der Zerstörung des Ortes durch die Franzosen 1688 während des Pfälzischen Erbfolgekriegs. Die verschiedenen Umbauten waren so umfangreich, dass heute nur noch der Südeingang sowie die Gewölbe des Chors und der (ursprünglich wohl auch als Taufkapelle genutzten) Sakristei als Originalrelikte des Kirchenbaus von 1487 gelten, während sich z. B. von den gotischen Fenstern nur Fragmente erhalten haben und die Ausmalung der Kirche schon im 19. Jahrhundert längst übertüncht war. Für die Jahre 1865 und 1907/08 sind neuerliche umfangreiche Umbauten belegt.
Der Umbau von 1907/08 erfolgte nach Plänen des Architekten Martin Elsaesser, der mit Pfarrer Paret verwandt war, und beinhaltete u. a. eine Erhöhung des Kirchenschiffs und den Einbau einer Chorempore. Beim Umbau wurden an der Nordwand die Überreste alter Wandmalereien zur Leidensgeschichte Christi entdeckt, außerdem legte man den vermauerten alten Kanzelfuß sowie die mit dem Gesicht vermauerte Fratze bei der Kanzel frei. Für ein neu geschaffenes Fenster bei der Kanzel schufen der Kunstmaler Alfred Ale aus Ludwigsburg und der Glasmaler Neumann aus Bietigheim ein großes (heute anderweitig in der Kirche angebrachtes) Fenster mit dem Motiv des Wegs der Sünde nach Entwürfen von Reinhard Dohse.
Auch nach Abschluss der Umbauarbeiten 1908 gab es zahlreiche Klagen über den Zustand der Kirche, da die Erhöhung des Kirchenschiffs die Heizbarkeit erschwerte und die neu aufgestellten Bankreihen ohne Mittelgang bei Tauf- und Hochzeitsfeierlichkeiten eher hinderlich waren. Zudem empfand man die von entfernten Emporen übriggebliebenen und nun zwecklosen Steintreppen im Kircheninneren als störend und das 1908 über dem Chorbogen aufgebrachte Fresko als unschön. Ab den 1930er Jahren gab es Bestrebungen zu einer neuerlichen Renovierung der Kirche, die jedoch erst durch den Zweiten Weltkrieg und anschließend nochmals durch die Währungsreform von 1948 verzögert wurde. Aufgrund der Währungsreform wurde auch die Neubeschaffung einer kleinen Glocke als Ersatz für die im Zweiten Weltkrieg abgelieferte alte kleine Glocken aufgeschoben. Erst 1951 wurde das Geläut wieder vervollständigt und 1953 konnte die Kirche renoviert werden, wobei man auch die Chorempore und das Fresko von 1908 wieder entfernte.
In den Folgejahren widmete sich die Kirchengemeinde vorrangig dem Bau eines neuen Gemeindezentrums, das 1969 eingeweiht wurde.
In der Nacht vom 23. auf den 24. Oktober 1970 brach in dem der Kirche benachbarten Pfarrhaus ein Brand aus, der bald auch auf die Kirche übergriff. Das Pfarrhaus brannte komplett nieder, die Kirche wurde dabei vor allem im Bereich des Kirchturms schwer beschädigt. Anlässlich der Wiederherstellung der Kirche entschloss man sich auch zu weiteren baulichen Veränderungen wie z. B. der Verbreiterung des Chorbogens. Die Kirche konnte am 1. Juni 1975 wieder eingeweiht werden.